# 20年代
20年代（にじゅうねんだい）は、西暦（ユリウス暦）20年から29年までの10年間を指す十年紀。

## できごと

### 23年
- 昆陽の戦いで劉秀（後の光武帝）軍が新軍に勝利。長安が陥落して王莽が殺害され新が滅亡。

### 25年
- 劉秀（光武帝）が皇帝に即位し後漢が成立（- 220年）。

## 主な人物
- ティベリウス : ローマ皇帝（在位 : 14年 - 37年）